# Tamsin Egerton
Tamsin Egerton (Hampshire, 26 de novembro de 1988) é uma atriz inglesa mais conhecida por interpretar Chelsea Parker no filme de 2007 St Trinian's, Holly Goodfellow em Keeping Mum, Morgaine Le Fay em As Brumas de Avalon, e Guinevere em Camelot.

## Carreira
Egerton começou a carreira aos seis anos de idade, seguindo a irmã mais velha, Sophia em uma escola de teatro infantil, dizendo; "A razão pela qual eu estou atuando é porque eu queria fazer o que a minha irmã fazia". Um ano depois ela apareceu na produção musical de O Jardim Secreto da Royal Shakespeare Company, interpretando Mary.
Outros papéis em filmes que Egerton interpretou incluem Sarah em Driving Lessons (2006), atuando com Rupert Grint; e Flora em Knife Edge (2008). O papel dela como Holly Goodfellow no filme de 2005 Keeping Mum gerou controvérsia já que ela apareceu com os seios à mostra (topless) aos 16 anos de idade. As cenas dela como Katrina em Eragon acabaram cortadas.
Egerton estrelou como Princesa Elenora na série de televisão infantil Sir Gadabout: The Worst Knight in the Land. Em 2001, ela estrelou como a "jovem" Morgaine na minissérie de televisão The Mists of Avalon.
Em 2009, Egerton participou da sequência de St Trinian's, St. Trinian's II: The Legend of Fritton's Gold.
Em seu segundo papel arturiano, Egerton interpretou Guinevere na série de 2011 do canal americano Starz Camelot, que é uma adaptação da história de Rei Artur  e que conta também com Joseph Fiennes, Eva Green e Jamie Campbell Bower.

## Vida particular
Possui uma irmã chamada Sophia. Egerton estudou no colégio Ditcham Park School, localizado próximo de Petersfield em Hampshire, onde ela alega ter sofrido bullying. Ela alega que cabulava as aulas, preferindo trabalhar como modelo; "Eu cabulava o tempo todo. Eu estava trabalhando como modelo então eu mentia que estava doente enquanto estava sendo fotografada." Após terminar a escola aos 16 anos, conseguindo nove notas A no Certificado Geral de Educação Secundária, Egerton decidiu seguir a carreira de atriz ao invés de ir à universidade ou de estudar em uma escola dramática, dizendo; "Na escola dramática, eles gostam de te desmontar e reconstruir, mas eu não quero mudar no momento". Ela trabalhou como babá de três crianças durante um curto período de tempo. Ela dividiu um flat em Marylebone, centro de Londres, com a colega de St Trinians Talulah Riley, que ela descreveu como sendo sua "alma gêmea". Viveu em Hampstead com o produtor de teatro Jamie Hendry.
Egerton mencionou que Takeshi Kitano é o diretor de filmes favorito dela e disse; "Eu adoraria que Takeshi Kitano me colocasse em um filme de artes marciais para que eu tivessa uma desculpa para praticar o tempo inteiro".
Tamsin Egerton já namorou o jogador de futebol semiprofissional e ex-membro de Hollyoaks Andy Jones. Namorou o ator Ben Barnes de 2008 a 2010. É a companheira atual do ator Josh Hartnett desde 2012, e teve sua primeira filha em dezembro de 2015.

## Filmografia

### Cinema
| Ano  | Filme                                          | Papel            | Diretor(3s)                      |
| ---- | ---------------------------------------------- | ---------------- | -------------------------------- |
| 2005 | Keeping Mum                                    | Holly Goodfellow | Niall Johnson                    |
| 2006 | Driving Lessons                                | Sarah            | Jeremy Brock                     |
| 2006 | Eragon                                         | Katrina          | Stefen Fangmeier                 |
| 2007 | Earthquake                                     | Zoë              | Ben Fogg                         |
| 2007 | St. Trinian's                                  | Chelsea Parker   | Oliver Parker / Barnaby Thompson |
| 2008 | Knife Edge                                     | Flora            | Anthony Hickox                   |
| 2009 | St. Trinian's II: The Legend of Fritton's Gold | Chelsea Parker   | Oliver Parker / Barnaby Thompson |
| 2009 | Huge                                           | Clarisse         | Ben Miller                       |
| 2009 | The Story of                                   | Daisy            | James Abadi                      |
| 2010 | 4.3.2.1                                        | Cassandra        | Noel Clarke / /Mark Davis        |
| 2011 | Chalet Girl                                    | Georgie          |                                  |
| 2015 | Love, Rosie                                    | Sally            | Chrsitian Ditter                 |
| 2015 | Queen and Country                              | Ophelia          | John Boorman                     |

### Televisão
| Ano  | Título                                            | Papel                 | Notas                                               |
| ---- | ------------------------------------------------- | --------------------- | --------------------------------------------------- |
| 2001 | Hans Christian Andersen: My Life as a Fairytale   | Kate Dickens          |                                                     |
| 2001 | As Brumas de Avalon                               | Jovem Morgaine Le Fay |                                                     |
| 2002 | Sir Gadabout: The Worst Knight in the Land        | Princesa Elenora      |                                                     |
| 2002 | Napoléon                                          | Betzy                 |                                                     |
| 2004 | Sherlock Holmes and the Case of the Silk Stocking | Miranda Helhoughton   |                                                     |
| 2006 | Mayo                                              | Patti Feathers        | episódio 1, 3a temporada                            |
| 2006 | Silent Witness                                    | Hannah Duncan         | episódio 7, 10a temporada episódio 8, 10a temporada |
| 2007 | The Abbey                                         | Tiffany               |                                                     |
| 2008 | Trial and Retribution                             | Imogen Buller-Turi    | Trial & Retribution XX: Siren                       |
| 2009 | Octavia                                           | Octavia Brennan       |                                                     |
| 2010 | Heston's Willy Wonka Feast                        | ela mesma             |                                                     |
| 2010 | Money                                             | Butch Beausoleil      |                                                     |
| 2011 | Camelot                                           | Guinevere             |                                                     |